# Praterie e savane inondabili

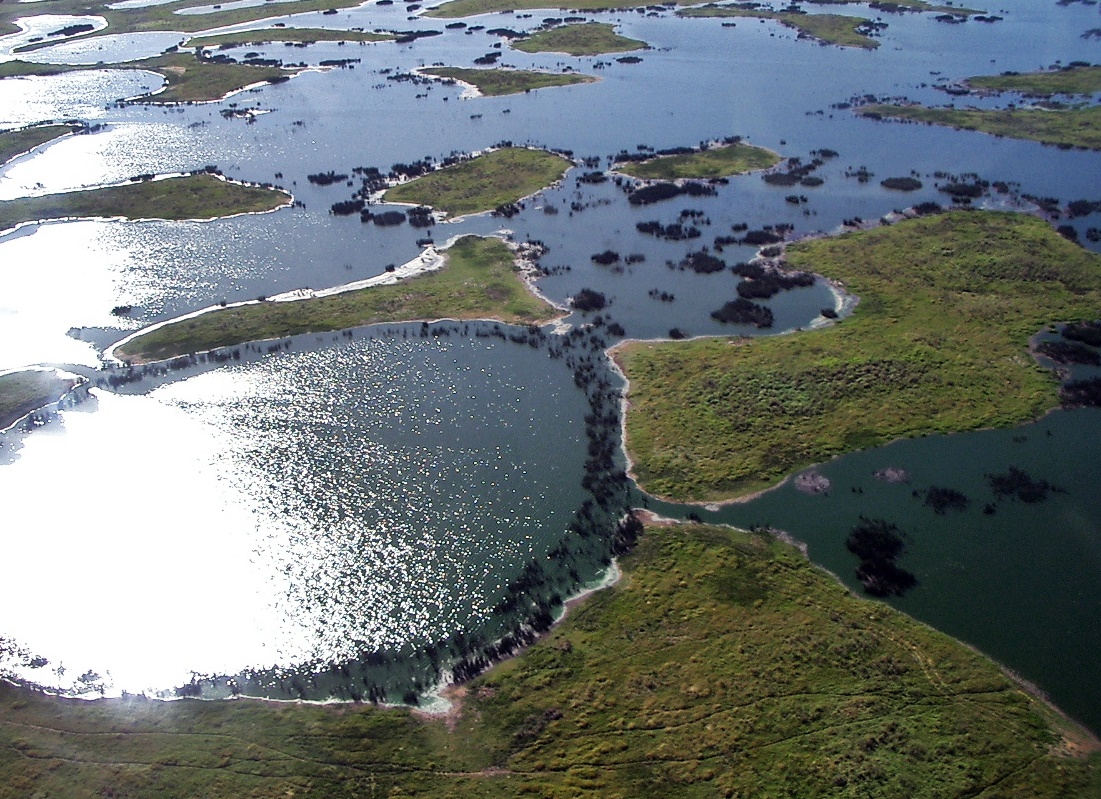
Il Pantanal nell'epoca dell'inondazione

Distribuzione del bioma

Le praterie e savane inondabili costituiscono un bioma generalmente localizzato alle latitudini tropicali e subtropicali, lì dove le inondazioni frequenti creano delle zone umide molto spesso.
Questo bioma si caratterizza per:
- un'umidità molto elevata;
- un clima caldo;
- i suoli molto ricchi in nutrienti.

## Distribuzione

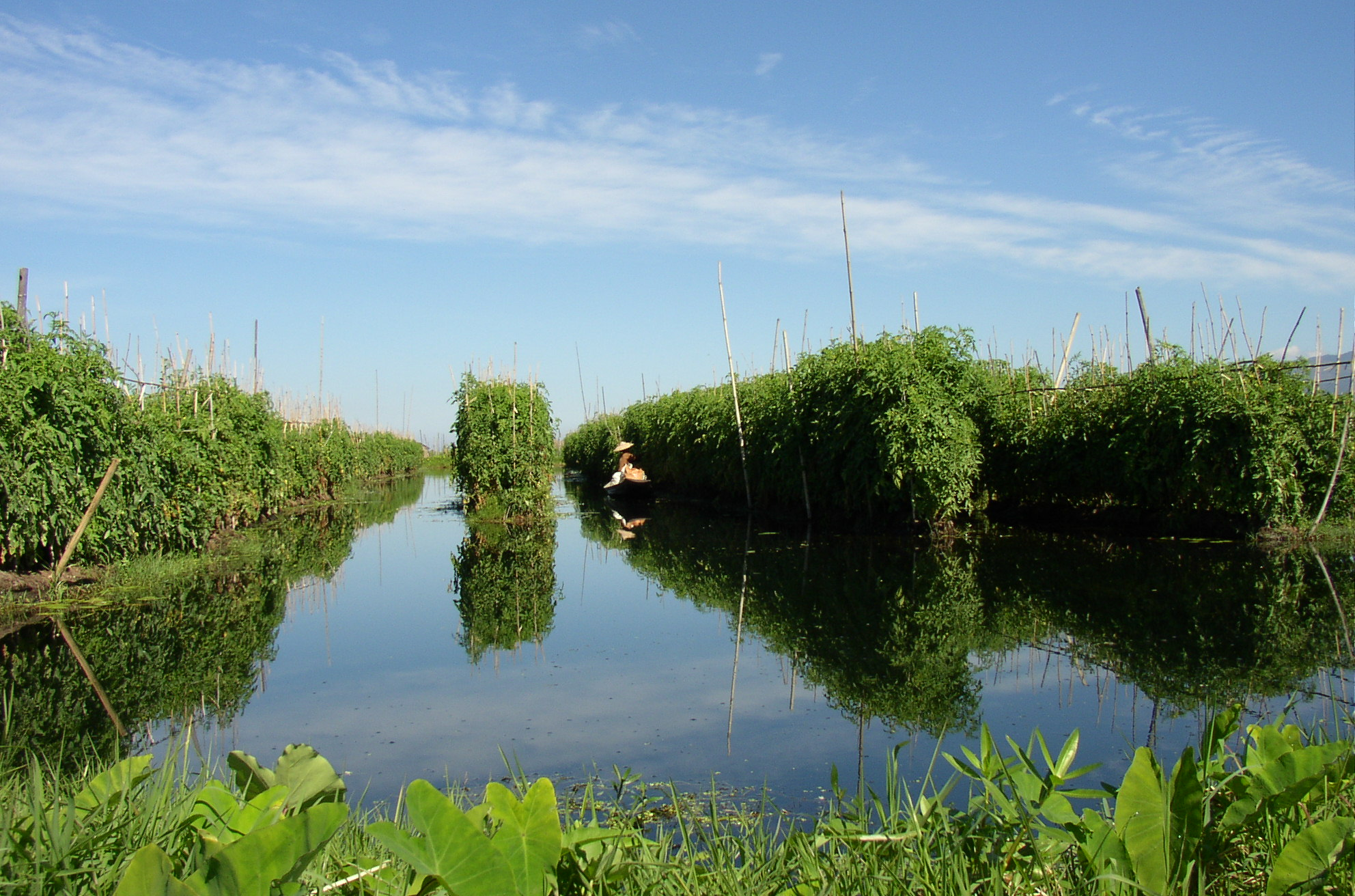
Coltivazione di pomidoro su aiuole galleggianti sul lago Inle

Le ecoregioni di questo bioma sono per lo più localizzate nelle zone tropicali e equatoriali, dove la forte stagionalità delle piogge crea delle situazioni particolari, che occorrono per lo più periodicamente, per l'impossibilità di garantire un drenaggio sufficientemente rapido e la conseguente creazione di riserve d'acqua destinate ad avere durata limitata nel tempo.
- Il Pantanal: a cavallo tra Brasile e Bolivia, è una delle più estese zone umide del pianeta, con più di 260 specie di pesci, 700 di uccelli, 90 di mammiferi, 160 tra rettili e anfibi, 1.000 farfalle e 1.600 specie vegetali.[1]
- Le Everglades: in Florida, che appoggia su un substrato di roccia calcarea e ospita 11.000 specie vegetali, 25 varietà di orchidee, 300 specie di uccelli e 150 di pesci.
- il lago Inle, in Birmania, che oscilla in funzione delle precipitazioni monsoniche e ospita una peculiare comunità contadina che coltiva i suoi prodotti su orti galleggianti.

## Ecoregioni
Il bioma comprende le seguenti ecoregioni terrestri:
| Ecozona       | Ecoregione                                             | Codice WWF | Paesi                                                                                            |
| ------------- | ------------------------------------------------------ | ---------- | ------------------------------------------------------------------------------------------------ |
| Afrotropicale | Laghi salati dell'Africa orientale                     | AT0901     | Kenya, Tanzania                                                                                  |
| Afrotropicale | Praterie alofile dell'Etosha Pan                       | AT0902     | Namibia                                                                                          |
| Afrotropicale | Savana inondabile del delta interno del Niger-Bani     | AT0903     | Mali                                                                                             |
| Afrotropicale | Savana inondabile del lago Ciad                        | AT0904     | Camerun, Ciad, Niger, Nigeria                                                                    |
| Afrotropicale | Praterie inondabili del Sahara                         | AT0905     | Etiopia, Sudan                                                                                   |
| Afrotropicale | Savana inondabile costiera dello Zambesi               | AT0906     | Mozambico                                                                                        |
| Afrotropicale | Praterie inondabili dello Zambesi                      | AT0907     | Angola, Botswana, Repubblica Democratica del Congo, Malawi, Mozambico, Namibia, Tanzania, Zambia |
| Afrotropicale | Laghi salati del bacino dello Zambesi                  | AT0908     | Botswana, Zimbabwe                                                                               |
| Indomalese    | Aree umide stagionali del Rann di Kutch                | IM0901     | India, Pakistan                                                                                  |
| Neotropicale  | Aree umide del Messico centrale                        | NT0901     | Messico                                                                                          |
| Neotropicale  | Aree umide di Cuba                                     | NT0902     | Cuba                                                                                             |
| Neotropicale  | Aree umide di Enriquillo                               | NT0903     | Repubblica Dominicana                                                                            |
| Neotropicale  | Everglades                                             | NT0904     | Stati Uniti d'America                                                                            |
| Neotropicale  | Praterie inondabili di Guayaquil                       | NT0905     | Ecuador                                                                                          |
| Neotropicale  | Aree umide dell'Orinoco                                | NT0906     | Venezuela                                                                                        |
| Neotropicale  | Pantanal                                               | NT0907     | Bolivia, Brasile, Paraguay                                                                       |
| Neotropicale  | Savana inondabile del Paraná                           | NT0908     | Argentina, Paraguay                                                                              |
| Neotropicale  | Savana della mesopotamia del Cono Sud                  | NT0909     | Argentina                                                                                        |
| Paleartica    | Steppa erbacea dell'Amur                               | PA0901     | Cina, Russia                                                                                     |
| Paleartica    | Prato salino del mare di Bohai                         | PA0902     | Cina                                                                                             |
| Paleartica    | Praterie del Nenjiang                                  | PA0903     | Cina                                                                                             |
| Paleartica    | Savana inondabile del delta del Nilo                   | PA0904     | Egitto                                                                                           |
| Paleartica    | Praterie alofile del Sahara                            | PA0905     | Algeria, Egitto, Libia, Marocco, Mauritania, Tunisia, Sahara occidentale                         |
| Paleartica    | Palude salata alluvionale del Tigri e dell'Eufrate     | PA0906     | Iran, Iraq                                                                                       |
| Paleartica    | Prati boschivi e praterie del lago Chanka e del Suifen | PA0907     | Cina, Russia                                                                                     |
| Paleartica    | Prato salino del mar Giallo                            | PA0908     | Cina                                                                                             |